# 罗伯托·卡尔
罗伯托·卡尔，意大利分子科学家。他主要以1985年与米凯莱·帕里内洛共同提出分析动力学的卡尔-帕里内洛方法而知名。这是一种模拟方法，能够在分子水平上放大缩小化学系统中的分子关系。该方法是计算化学领域的革命性突破，卡尔主要为该理论提供了密度泛函理论（研究凝聚态中原子和分子的电子结构）方面的工作。
卡尔于1971年在米兰理工大学攻读核技术博士学位。1973年至1974年在米兰大学做博士后研究，1977年至1981年任洛桑联邦理工学院研究助理，1981年至1983年任职于IBM的托马斯·J·沃森研究中心，1984年至1990年任的里雅斯特SISSA物理学副教授（1990年升任正教授），1991年至1999年，他担任日内瓦大学物理学教授。他还是马克斯·普朗克学会弗里茨·哈伯研究所理论系的教授。